# 蛍の祭

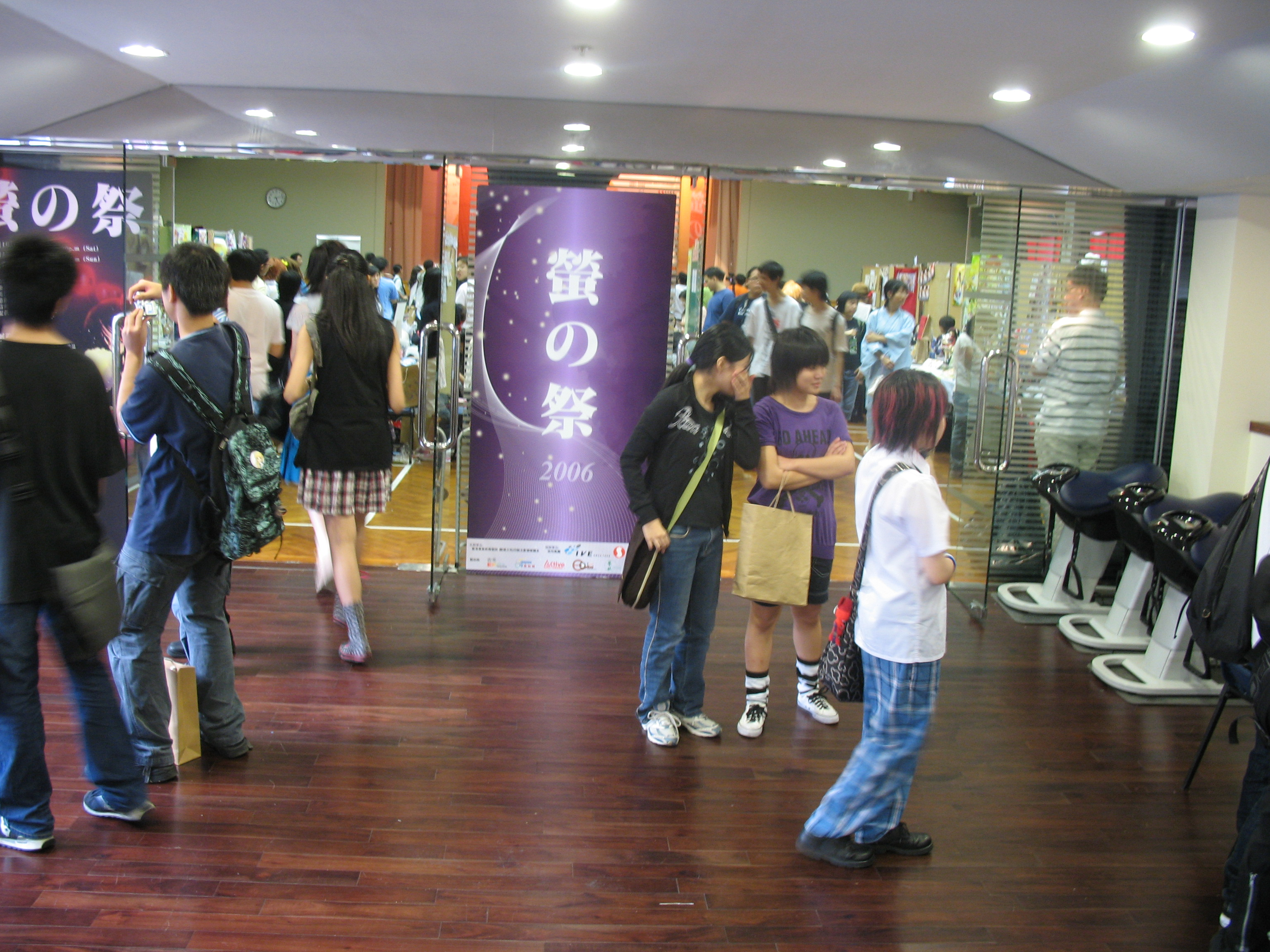
螢の祭2006の入口

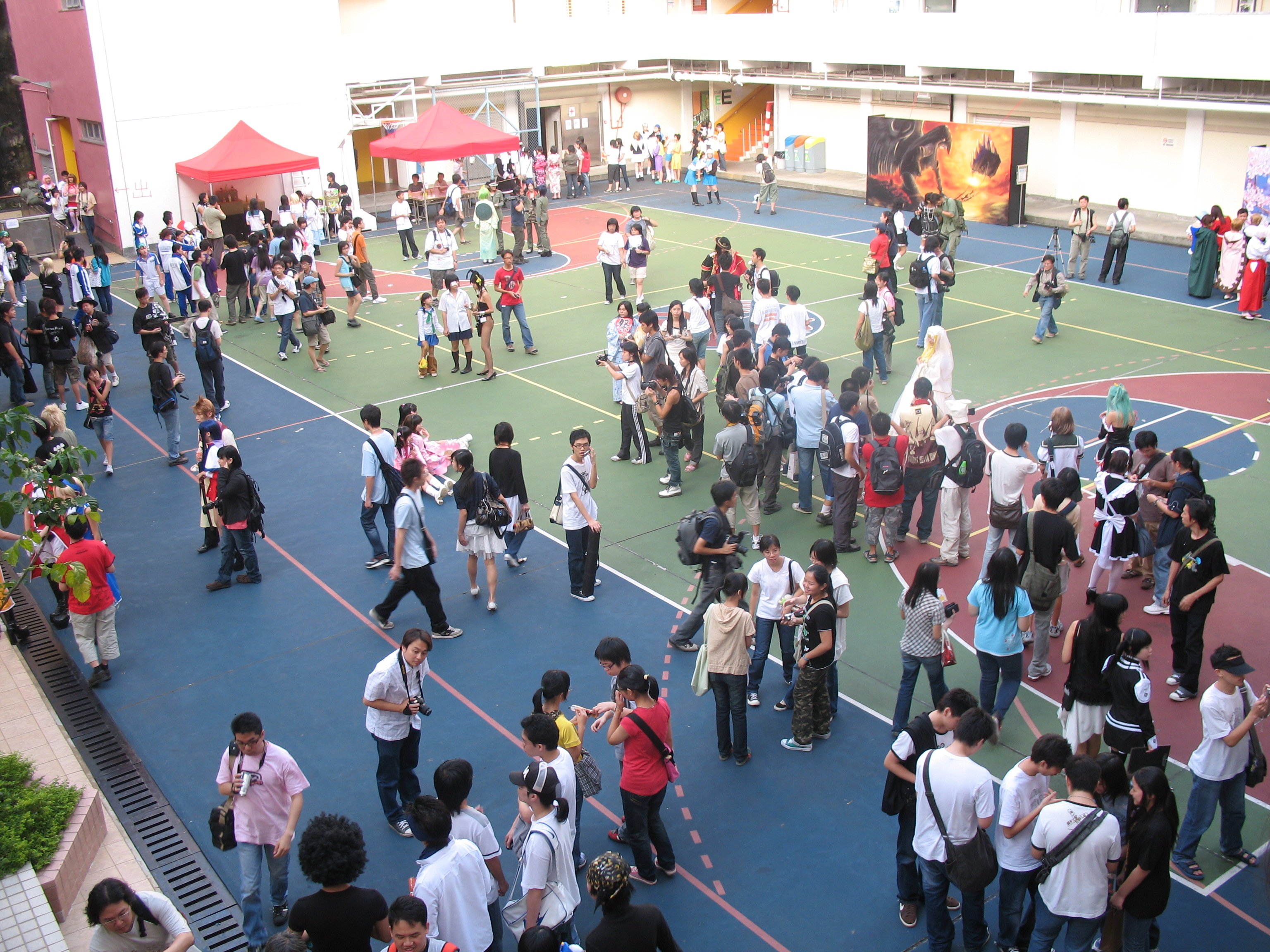
螢の祭2006の屋台風景

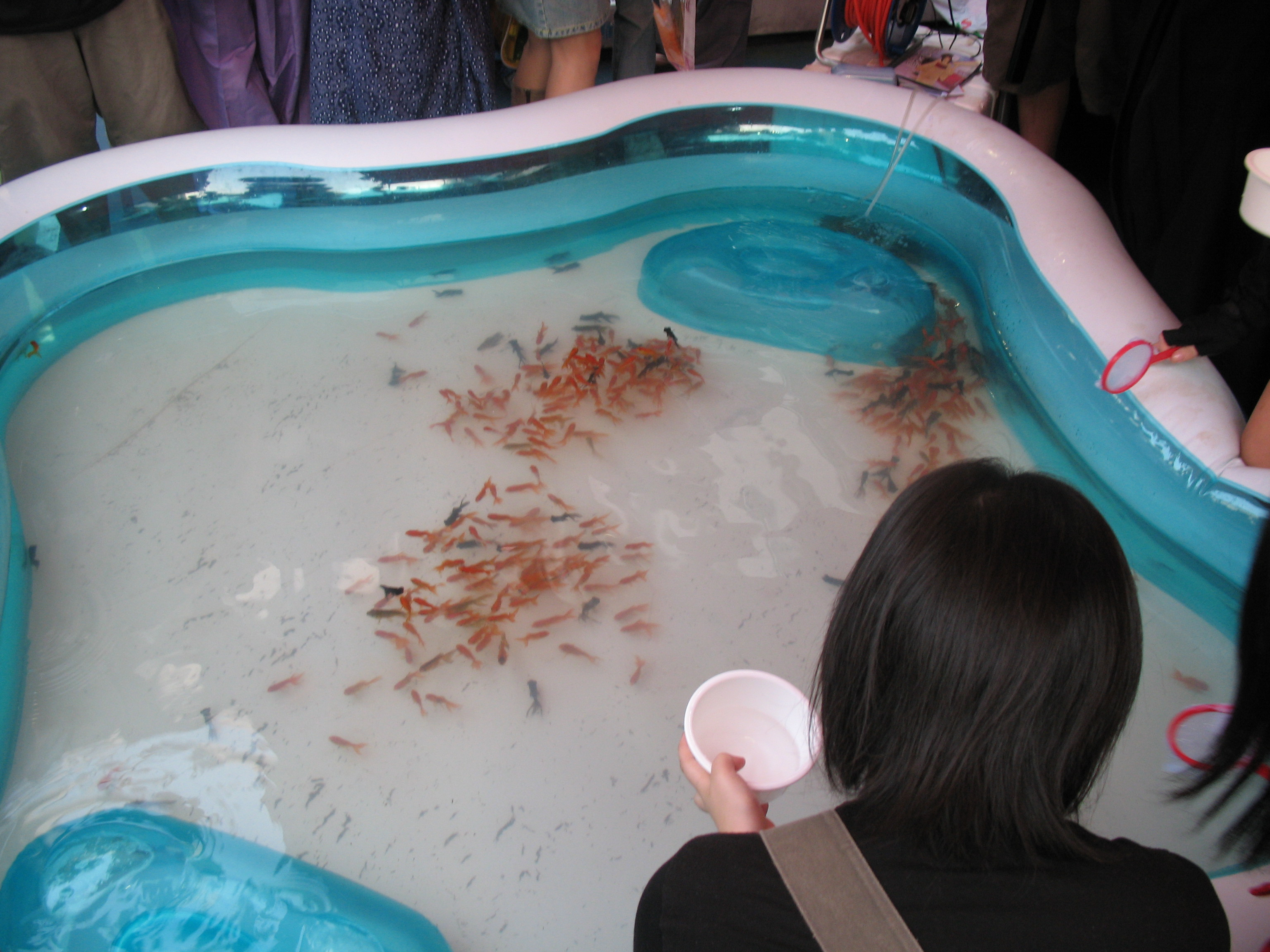
螢の祭2006一つの屋台

螢の祭（ほたるのまつり、Firefly Matsuri）は香港專業教育学院観塘分校主催の同人誌即売会と祭である。略称は螢祭。2005年に始まり、4期開催した。

## 概要
主催は香港專業教育学院観塘分校の印刷・デジタルメディア系（印刷及數碼媒體系、PDM）。計画と運営はPDM管轄下のデジタルアニメ・漫画キャラクターデザイン高級課程（數碼動畫及漫畫角色設計高級文憑、61340）。また、螢の祭2005年の主催は観塘分校学生会と学生会によって行われていた。
開催目的は日本の同人誌・コスプレ等の文化の潮流が香港に入ることを促進することであり、香港の青少年が漫画とアニメを創作することを応援し、果敢に自分の作品を発表して、香港の漫画と芸術、デザインなどの産業の発展を促すことにある。
開催場所は香港專業教育学院観塘分校校舎。

## 開催日
- 螢の祭2005
  - 2005年9月10日—11日
- 螢の祭2006
  - 2006年9月16日—17日
- 螢の祭2007
  - 2007年9月15日—16日
- 螢の祭2009
  - 2009年2月7日—8日

### 公式ホーム
- （繁体字中国語）
  - 螢の祭（公式サイト・2007年終了告知）

螢の祭2007公式BBS
  - 螢の祭2006 - ウェイバックマシン（2019年3月30日アーカイブ分）
  - 螢の祭2005

### その他
- 観塘IVE螢之祭2005 コスプレ大会の紹介 （繁体字中国語）
- 一のスポンサーP-Activeが螢の祭2006の紹介 （繁体字中国語）（ウェブアーカイブ）
- 螢の祭2006活動報告 （繁体字中国語）（阿唯管家のブログ）
- 「蛍の祭」記事一覧（二次元的幻想パラダイス） - ウェイバックマシン （日本語）